# Litoria dentata
Litoria dentata är en groddjursart som först beskrevs av Wilhelm Moritz Keferstein 1868.  Litoria dentata ingår i släktet Litoria och familjen lövgrodor. IUCN kategoriserar arten globalt som livskraftig. Inga underarter finns listade i Catalogue of Life.